# Joanna Chmielewska
Joanna Chmielewska era el seudónimo de Irena Kühn nacida Becker (2 de abril de 1932-7 de octubre de 2013), fue una novelista y guionista polaca. Su obra literaria es a menudo descrita como "historias de detectives irónicos". Sus novelas, que han sido traducidas a nueve idiomas, han vendido más de 6 millones de copias en Polonia y más de 10 millones de copias en Rusia.

## Libros

### Novela policíaca
- 1964 Klin (El antídoto)
  - adaptada al cine como Lekarstwo na miłość (Remedio para el amor)  por Jan Batory en 1966.
- 1966 Wszyscy jesteśmy podejrzani (Todos somos sospechosos)
- 1969 Krokodyl z kraju Karoliny (El cocodrilo del país de Carolina)
- 1972 Całe zdanie nieboszczyka (Toda la frase de un finado)
  - adaptada como serie de televisión rusa Что сказал покойник (Chto skazal pokojnik, 2000)
- 1973 Lesio
- 1974 Wszystko czerwone (Todo rojo)
  - adaptada como serie de televisión rusa Пан или пропал (Pan ili propal, 1998)
- 1975 Romans wszechczasów (El romance de todos los tiempos)
- 1976 Boczne Drogi (Caminos laterales)
- 1977 Upiorny legat (Legado monstruoso)
  - adaptada al cine como Skradziona kolekcja (La colección robada), por Jan Batory en 1979.
- 1979 Studnie przodków (Pozos de los ancestros)
- 1983 Duch (Espíritu)
- 1990 Szajka bez końca (La banda infinita)
- 1990 Ślepe szczęście (Fortuna ciega)
- 1990 Dzikie białko (Proteína salvaje)
- 1992 Wyścigi (Carreras)
- 1993 Tajemnica (El secreto)
- 1993 Drugi wątek (Segundo tema)
- 1993 Florencja, córka Diabła (Florencia, hija del Diablo)
- 1993 Zbieg okoliczności (Coincidencia)
- 1994 Jeden kierunek ruchu (Tráfico de un solo sentido)
- 1994 Pafnucy
- 1995 Lądowanie w Garwolinie (Aterrizaje en Garwolin)
- 1996 Duża polka (Gran polaca)
- 1996 Dwie głowy i jedna noga (Dos cabezas y una pierna)
- 1996 Wielki diament (Gran diamante)
- 1996 Jak wytrzymać z mężczyzną (Como aguantar con un hombre)
- 1996 Jak wytrzymać ze współczesną kobietą (Como aguantar con una mujer moderna)
- 1997 Krowa niebiańska (La vaca celestial)
- 1997 Hazard (Riesgo)
- 1998 Harpie (Arpías)
- 1998 Złota mucha (La mosca dorada)
- 1999 Depozyt (El depósito)
- 1999 Najstarsza prawnuczka (La bisnieta mayor)
- 2000 Przeklęta bariera (Barrera maldita)
- 2000 Książka poniekąd kucharska (Una suerte de libro de cocina)
- 2001 Trudny trup (Un cadáver difícil)
- 2001 Jak wytrzymać ze sobą nawzajem (Como aguantarse mutuamente)
- 2002 (Nie)boszczyk mąż (Marido (in)animado)
- 2002 Pech (Mala suerte)
- 2003 Babski motyw (Tema femenino)
- 2003 Bułgarski bloczek (Libreta búlgara)
- 2004 Kocie worki (Un buen café mata a cualquiera)
- 2005 Mnie zabić (Matarme)
- 2005 Zapalniczka (El encendedor)
- 2006 Krętka blada (Corcho pálido)
- 2007 Rzeź bezkręgowców (La matanza de los invertebrados)

### Ficción para niños y jóvenes adultos
- 1974 Zwyczajne życie (Vida ordinaria)
- 1976 Większy kawałek świata (Una mayor partecita del mundo)
- 1979 Nawiedzony dom (Casa encantanda)
- 1981 Wielkie zasługi (Grandes méritos)
- 1988 Skarby (Tesoros)
- 1991 2/3 sukcesu (2/3 of Success)
- 1992 Ślepe szczęście (Fortuna ciega)
- 1993 Wszelki wypadek (Por si acaso)
- 1994 Pafnucy (Pafnucy)
- 2003 Las Pafnucego (El bosque de Pafnucy)

### No ficción
- 1994 Jeden kierunek ruchu (Tráfico de un solo sentido)
- 1994 Autobiografia (Autobiografía)
- 1996 Jak wytrzymać z mężczyzną (Como aguantar con un hombre)
- 1996 Jak wytrzymać ze współczesną kobietą (Como aguantar con una mujer moderna)
- 1997 Hazard (Riesgo)
- 2000 Książka poniekąd kucharska (Una suerte de libro de cocina)
- 2001 Jak wytrzymać ze sobą nawzajem (Como aguantarse mutuamente)
- 2005 Przeciwko babom! (¡Contra las mujeres!)
- 2006 Autobiografia, tom 6 — Stare próchno (Autobiografía 6 - Vejestorio)
- 2007 Traktat o odchudzaniu (Tratado sobre el adelgazamiento)
- 2008 Autobiografia, tom 7 — Okropności (Autobiografía, tomo 7 - Horrores)